# اریک برترام راکرافت
اریک برترام راکرافت (انگلیسی: Eric Bertram Rowcroft؛ ۲۸ ژانویه ۱۸۹۱ – ۲۷ دسامبر ۱۹۶۳) فرد نظامی اهل بریتانیا بود. وی همچنین برندهٔ جوایزی همچون نشان حمام شده‌است.